# Église évangélique de Darmstadt
L’église évangélique de Darmstadt est la principale église protestante de la ville. Elle est aussi le plus ancien bâtiment religieux dans le noyau urbain. La conception du bâtiment actuel est le résultat des conversions, des extensions et des démolitions qui reflètent l'histoire de la ville.
L'église se trouve à quelques centaines de mètres au sud du château de Darmstadt à l'extrémité orientale de la zone piétonne de Darmstadt.
Le clocher, haut de 63 mètres est l'un des plus hauts édifices de la ville. Il est une composante naturelle du paysage urbain du château à la Place du Marché et à l'hôtel de ville.